# Suore di San Domenico di Cracovia
Le Suore di San Domenico (in polacco Zgromadzenie Sióstr Świętego Dominika) sono un istituto religioso femminile di diritto pontificio: le suore di questa congregazione pospongono al loro nome la sigla O.P.

## Storia
L'istituto fu fondato da Róża Białecka, in religione Maria Colomba (1838-1887): nel 1856 incontrò Vincenzo Jandel, maestro generale dell'Ordine dei frati predicatori, che la ispirò a organizzare di una congregazione di terziarie regolari domenicane in Polonia.
Le religiose aprirono la loro prima casa nel 1861 a Wielowieś, presso Sandomierz, e nel 1867 Antoni Józef Manastyrski, vescovo di Przemyśl, approvò le loro costituzioni.
La congregazione, aggregata all'ordine domenicano dal 1885, ottenne il pontificio decreto di lode il 21 marzo 1885 e le sue costituzioni furono approvate definitivamente il 18 agosto 1911.

## Attività e diffusione
Le suore si dedicano all'istruzione e all'educazione cristiana della gioventù e all'assistenza agli ammalati.
Oltre che in Polonia, sono presenti in Bielorussia, in Camerun, in Canada, in Italia, in Russia, negli Stati Uniti d'America e in Ucraina; la sede generalizia è a Cracovia.
Alla fine del 2008 la congregazione contava 362 religiose in 56 case.